# Rudnik (województwo łódzkie)
Rudnik – wieś w Polsce położona w województwie łódzkim, w powiecie tomaszowskim, w gminie Będków.
W latach 1975–1998 miejscowość położona była w województwie piotrkowskim.

## Historia
Rudnik wzmiankowany jest już w XIV w. W 1399 r. odnotowany jest Tworzysław z Rudnika. W 1416 Stanisław z R. i Siodłkowa (ob. Szadkowice) h. Wilczekosy przekazał R. jednemu ze swych pięciu synów Szymonowi. W XV w. Rudniccy mieli udziały jedynie w R. i Ceniawach należeli więc do drobnej szlachty.
Przed 1521 r. Rudnik  i Będków należały do parafii Rosocha. Od tego roku począwszy R. należy do nowo utworzonej parafii Będków.
W 1576 r. R. był własnością Stanisława Rudnickiego i miał „6 ½ łan., 2 zagr., karczmę i 13 zagr.”. 
Od 1877 r. właścicielem R. był Władysław Józef Karol Korzybski h. Abdank (syn senatora Andrzeja i Katarzyny z Gożyczów, ur. 14 października 1839 w Warszawie, zm. 14 października 1904 w R.), żonaty z Heleną Marią Emilią Rzewuską h. Krzywda ur. 18 czerwca 1858 w Będkowie – jego grób znajduje się przy kościele w Będkowie.  Korzybscy pochodzili z arystokracji i posiadali oprócz R. nieruchomość w Warszawie.  Władysław pracował przez jakiś czas w rosyjskim Ministerstwie Komunikacji.  Synem Władysława i Heleny  był Alfred Korzybski (ur. 3 lipca 1879 r. w Warszawie zm. 1 marca 1950 r. w Lakeville, Con., USA)  inżynier, lingwista, semantyk. Młody Alfred studiował inżynierię chemiczną w Warszawie ale często przyjeżdżał do R.
W 1887 r. majątek obejmował „30 włók (503,9 ha) ziemi w tym 400 mórg ziemi ornej, 300 mórg po wycince lasu, reszta las, drogi i obejścia”. Dobra R. zostały przez Korzybskiego wzorowo zmeliorowane – doświadczenia zawarł w książkach „Melioracyje rolne” wyd. w 1887 r. i „Instrukcyja do przeprowadzenia melioracyj rolnych” 1989.  System odkrytych rowów Korzybskiego był szeroko stosowany w XIX w.
W 1888 wieś miała 8 domów i 71 mieszkańców a folwark 4 domy i 50 mieszk..

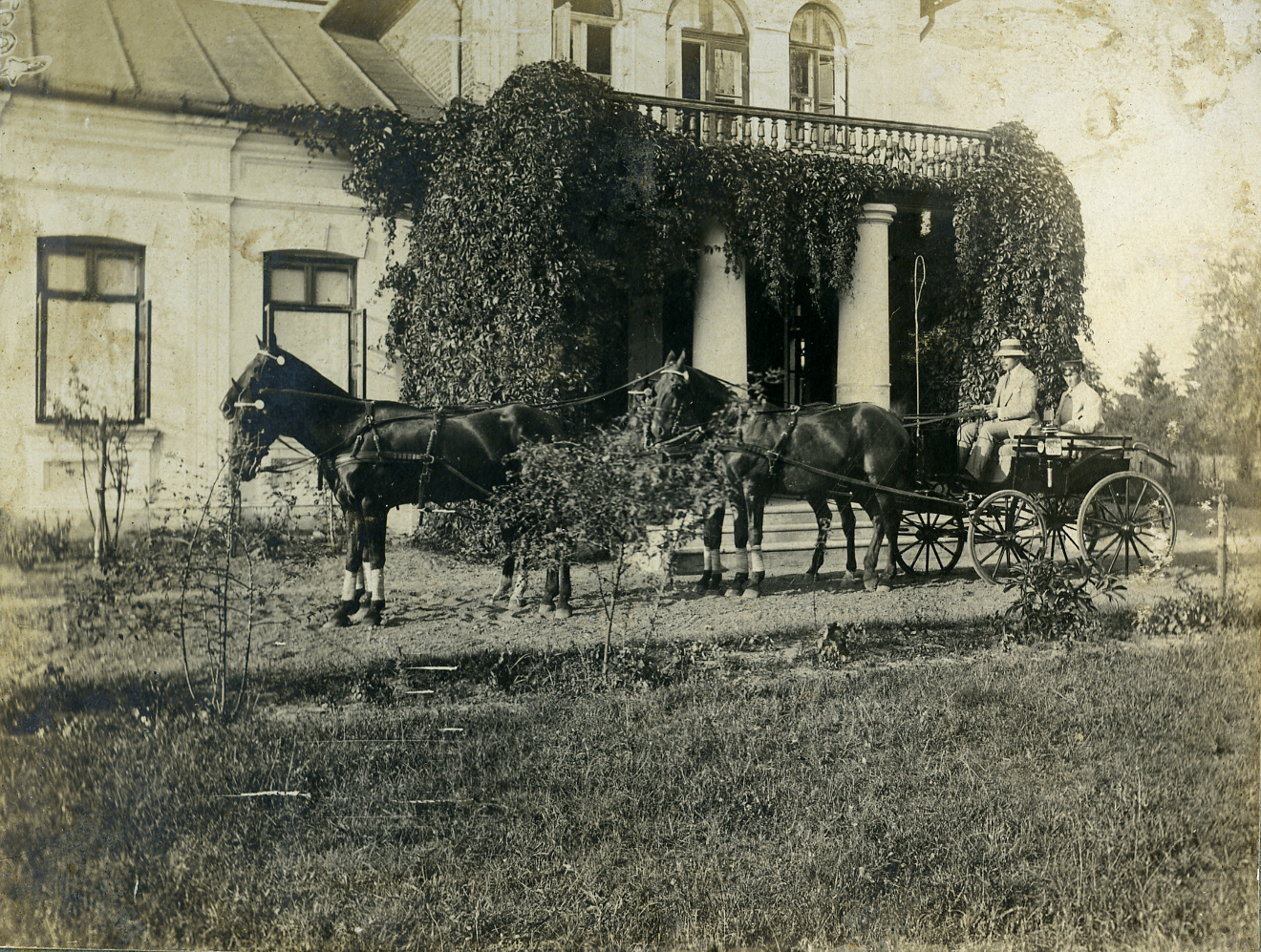
Dwór w Rudniku za Jana Kostrzeńskiego w 1914 r.

W 1913 majątek R. miał 340 ha, kiedy kupił go Jan Nepomucen Kostrzeński (28 grudnia 1884 Wola Pierowa – 29 maja 1952 Piotrków T.), h. Deszpot.  W 1921 ożenił się z Marią z Cybulskich 1v. Klawe (1889–1977). Mieli córkę Irenę (1922–1994), która wyszła za Jerzego Jelnickiego (1918–2005) h. Nowina. 
Jan Kostrzeński był prezesem Brzezińsko-Łódzkiego Związku Ziemian a później Reprezentacji Woj. Związku Ziemian. W r. 1933 wszedł do rady Giełdy Zbożowo-Towarowej w Łodzi.
W Rudniku mieszkał również syn Marii z pierwszego małżeństwa Mieczysław Włodzimierz Klawe (6 sierpnia 1913 Warszawa – 3 grudnia 1973 Szczecin), który został lotnikiem. Walczył w wojnie obronnej w 1939 r. w 113 EM jako zastępca dowódcy w stopniu ppor. a od 1944 r. w dywizjonach 316 i 309 w Wielkiej Brytanii.
W 1939 r. majątek R. miał już tylko 170 ha. Kostrzeńscy gospodarowali tu do 1945 r., kiedy zostali wywłaszczeni z ziemi i dworu. Przenieśli się do Piotrkowa, gdzie Jan zmarł w 1952, a Maria zamieszkała u córki w Warszawie. 
Ich dwór został po wojnie przebudowany i umieszczono w nim szkołę podstawową.

## Zabytki
Według rejestru zabytków Narodowego Instytutu Dziedzictwa na listę zabytków wpisany jest obiekt:
- park dworski, nr rej.: 316 z 31.08.1983 i z 30.12.1993